# Egyptens riksvapen
Egyptens riksvapen består av en örn som på bröstet visar en sköld kluven i rött, silver och svart, som också är färgerna för Egyptens flagga.  Saladins örn, som är en symbol för arabisk enhet, är förebilden. Örnen håller i ett devisband där det står جمهورية مصر العربية som betyder "Arabrepubliken Egypten".